# 覚憲
覚憲（かくけん）は、鎌倉時代初期の法相宗の僧。父は藤原通憲（信西）。宝積院僧正・壺坂僧正とも称される。

## 人物略歴
興福寺に入り蔵俊に師事して法相・唯識を学び、藤原頼長から将来を嘱望された。平治の乱の後、父に連座し伊豆国（一説によれば伊予国）に配流となったが、安元元年（1175年）には奈良大安寺の別当に任じられた。その後、治承4年（1180年）に興福寺権別当、文治5年（1189年）に同寺別当に任じられ、興福寺の復興に努めた。建久元年（1190年）、権僧正となったが、建久6年（1195年）には壺坂寺に隠棲した。唯識論の注釈に大きな功績を残した。特に因明に造詣が深かったことで知られ、『因明抄』など多くの著作がある。
なお、『興福寺奏状』を起草した解脱上人貞慶は覚憲の門弟であり、甥にあたる。

## 著書
- 『三国伝燈記』（1173年）